# Кокчора-Киятская волость
Кокчора́-Киятская во́лость — административно-территориальная единица в составе Перекопского уезда Таврической губернии. Образована 8 (20) октября 1802 года как часть Таврической губернии, при реорганизации административного деления уездов, сохранявшегося со времён Крымского ханства, в основном из селений Орта-Чонгарского кадылыка Карасубазарского, Ташлынского и Даирского кадылыков Акмечетского каймаканств. Занимало примерно территорию севера современного Красногвардейского, юг Джанкойского и восточную часть Первомайского районов. Население на октябрь 1805 года проживало в 54 деревнях, в 725 дворах и составляло 5 611 человек. По национальному составу абсолютное большинство — 5416 человек — крымские татары, было также 122 крымских цыгана и 73 ясыра.

## Состав и население волости на октябрь 1805 года
После реформы волостного деления 1829 года волость, согласно «Ведомости о казённых волостях Таврической губернии 1829 года», сохранила прежний состав и просуществовала до земской реформы Александра II 1860-х годов.